# Gerichtsbezirk Mittersill
Der Gerichtsbezirk Mittersill war ein dem Bezirksgericht Mittersill unterstehender Gerichtsbezirk im Bundesland Salzburg. Der Gerichtsbezirk umfasste den südwestlichen Teil des Bezirks Zell am See und wurde 2005 dem Gerichtsbezirk Zell am See angeschlossen.

## Geschichte
Der Gerichtsbezirk Mittersill wurde gemeinsam mit 22 anderen Gerichtsbezirken in Salzburg durch einen Erlass des k.k. Oberlandesgerichtes Linz am 4. Juli 1850 geschaffen und umfasste ursprünglich die 28 Steuergemeinden Bramberg, Dürrnberg, Felben, Felberthal, Habach, Hinterwaldberg, Hollersbach, Jesdorf, Jochberg, Krimml, Lengdorf, Mittersill (Markt), Mittersill (Schloß), Mühlbach, Mühlberg, Neukirchen, Niedernsill, Paßthurn, Rosenthal, Schattberg, Schwarzenbach, Spielbichl, Stubach, Stuhlfelden, Sulzau, Tobersbach, Uttendorf und Wald.
Der Gerichtsbezirk Mittersill bildete im Zuge der Trennung der politischen von der judikativen Verwaltung
ab 1868 gemeinsam mit den Gerichtsbezirken Lofer, Saalfelden, Taxenbach und Zell am See den Bezirk Zell am See.
Durch Gemeindezusammenlegungen reduzierte sich die Zahl der Gemeinden bis in die zweite Hälfte des 20. Jahrhunderts auf die neun Gemeinden Bramberg am Wildkogel, Hollersbach im Pinzgau, Krimml, Mittersill, Neukirchen am Großvenediger, Niedernsill, Stuhlfelden, Uttendorf und Wald im Pinzgau.
Durch die 2002 beschlossene „Bezirksgerichte-Verordnung Salzburg“ wurde der Gerichtsbezirk Mittersill aufgelöst und per 1. Jänner 2005 mit dem Gerichtsbezirk Zell am See vereint.

## Gerichtssprengel
Der Gerichtsbezirk Mittersill umfasste vor der Auflösung die neun Gemeinden Bramberg am Wildkogel, Hollersbach im Pinzgau, Krimml, Mittersill, Neukirchen am Großvenediger, Niedernsill, Stuhlfelden, Uttendorf und Wald im Pinzgau.